# Armisticio de Piura
El armisticio de Piura fue acordado el 10 de julio de 1829 en el marco de la guerra grancolombo-peruana de 1827 a 1828.

## Antecedentes
Las relaciones entre el Perú y la Gran Colombia se habían deteriorado de manera alarmante. Por un lado, ciertos sectores peruanos desconfiaban de las intenciones de Bolívar hacia ese país y, en algunos casos, eran abiertamente hostiles a él. Por otro lado, el Libertador y sus partidarios resentían estas actitudes y querían tomar por la fuerza la posesión del departamento peruano de Tumbes y se negaban a renunciar a sus pretensiones sobre los disputados territorios de Jaén y Maynas.

### Guerra grancolombo-peruana
El incidente que desató los acontecimientos fue la intervención peruana en el derrocamiento del Gobierno pro–bolivarista en Bolivia, a mediados de 1828. El 3 de julio, el Libertador Bolívar reaccionó con una violenta proclama contra el Perú. Posteriormente, la Gran Colombia le declaró la guerra al Perú.
El presidente peruano José de La Mar recibió entonces autorización del Congreso peruano para marchar a enfrentar al Ejército de la Gran Colombia.
El Perú planificó y ejecutó un extenso aunque exitoso bloqueo naval a las costas grancolombianas, comprendidas entre el actual sur del Ecuador y las costas del sur de Panamá, lo que impidió el uso de las unidades navales de la Gran Colombia en el Pacífico.
La campaña naval peruana culminó con la toma del principal puerto que la Gran Colombia poseía en el Océano Pacífico, Guayaquil, el 1 de febrero de 1829. El Ejército del Perú por su parte, tuvo inicialmente campañas militares rápidas y exitosas.
El 28 de noviembre de 1828, La Mar penetró en territorio grancolombiano y ocupó Loja y prácticamente todo el departamento de Azuay; posteriormente, La Mar ocupó también Guayaquil, evacuada por el general colombiano Juan Illingworth a la espera de refuerzos. Ante la situación Antonio José de Sucre, entonces ya de vuelta a Quito tras renunciar a la presidencia boliviana, y Juan José Flores, gobernador del departamento del Ecuador, concentraron el ejército del sur de Colombia cerca de Cuenca para presionar a las tropas peruanas, que el 10 de febrero de 1829 habían ocupado Cuenca.
Sin embargo la victoriosa campaña militar del Perú habría de cambiar cuando después de un breve encuentro cerca de la población de Saraguro, donde la vanguardia grancolombiana derrotó a un destacamento peruano, el 27 de febrero tuvo lugar la batalla del Portete de Tarqui.

### Convenio de Girón
Al finalizar la Batalla del Portete de Tarqui fue firmado el Convenio de Girón. Entre los puntos importantes de este convenio estaban: la desocupación de los territorios grancolombiano por parte del ejército peruano, la devolución de la ciudad de Guayaquil, y el reconocimiento de los territorios en disputa bajo el principio del uti possidetis iure de 1810.  La Gran Colombia reconocía la soberanía peruana en Tumbes, Jaén y Maynas al no reclamarlas como territorio grancolombiano. Sin embargo, tras declaraciones ofensivas por parte de Sucre, La Mar decidió continuar con las hostilidades.

## El armisticio
Parecía que la tregua entre ambas naciones se rompería de un momento a otro. Ambos ejércitos nuevamente se ponían en alerta de combate, mientras la Marina de Guerra del Perú seguía bloqueando el puerto de Guayaquil.
Inesperadamente la mañana del 7 de junio de 1829 ocurre un golpe de Estado en el Palacio de Gobierno de Lima. El general Agustín Gamarra, decidió junto con otros altos oficiales peruanos derrocar al presidente La Mar.
Luego de este golpe de Estado, el nuevo gobierno de facto de Gamarra viaja a Piura donde convoca a un cese inmediato de actividades militares mientras el teniente coronel Juan Agustín Lira firma en su representación el Armisticio de Piura con el coronel grancolombiano Antonio de la Guerra. Este nuevo armisticio constaba de doce artículos y tenía por finalidad restablecer la paz entre los dos nuevos países y cuyas partes más importantes son:
- Queda acordado y convenido un formal armisticio, por el término de 60 días, y suspendidas de hecho las hostilidades de mar y tierra desde el día de su ratificación.
- El departamento de Guayaquil y su plaza, se entregarán a disposición del Gobierno de Colombia, en el término de 6 días, que deben correr y contarse desde el instante que llegue este documento a poder del Señor Comandante General de la división peruana que la guarnece, ratificado que sea por S.E. el Libertador presidente de aquella República.
- El bloqueo de la costa meridional de Colombia queda suspenso, desde el propio día de la ratificación.
- Nombramiento de una comisión diplomática por ambos gobiernos para concluir las condiciones de paz.

## Consecuencias
Luego de la firma del Armisticio de Piura, Gamarra hace la ratificación el mismo 10 de julio y el 16 a las diez de la noche llegó a la guarnición de Guayaquil la ratificación grancolombiana. Cumplida la formalidad, el gobierno peruano entregaba el puerto de Guayaquil de vuelta a la Gran Colombia el 20 de julio.
Posteriormente, fue firmado en el Tratado de Guayaquil, el 22 de septiembre de 1829, por el peruano José Larrea y el grancolombiano Pedro Gual considerado como el primer tratado limítrofe entre ambos países. Según el tratado, el Perú conservaba Tumbes, Jaén y Maynas y la Gran Colombia conservaba Guayaquil. Es decir, se mantuvo el statu previo al estallido de la guerra, agregándose que cada país podría hacer pequeñas concesiones con la finalidad de fijar una línea divisoria más natural y exacta para evitar nuevos conflictos. Asimismo, se acordó nombrar una Comisión binacional de límites, para fijar la línea divisoria posteriormente. El Tratado de Guayaquil fue ratificado por el Congreso del Perú y por Simón Bolívar.
Tras la disolución de la Gran Colombia y la independencia de Ecuador, este país no hizo (en un inicio) reclamos sobre Tumbes, Jaén y Maynas, que pertenecían al Perú en base al principio del uti possidetis y de la libre determinación de los pueblos.